# Lac Peigneur
Le lac Peigneur (Peigneur Lake) est un petit plan d'eau situé en dans la paroisse de l'Ibérie en Louisiane, aux États-Unis. Il est particulièrement connu pour la catastrophe industrielle qui l'a frappé le 20 novembre 1980.

## Le lac
Le lac Peigneur, comme la plupart des plans d'eau de cette région, est situé à une altitude très basse (environ un mètre), proche de celle du golfe du Mexique. C'est un lac de 455 hectares (2,13 × 2,13 kilomètres) captant les eaux d'un bassin assez réduit (26,4 km2). Il est situé au nord de la ville de Delcambre.

## La catastrophe du20 novembre 1980

### Causes
Une de ses particularités, qui explique la catastrophe de 1980, est d'être situé à la fois sur le gisement d'hydrocarbures du delta du Mississippi, exploité par la Texaco, et à la verticale d'une mine de sel, exploitée par la Diamond Crystal Salt Company, filiale de Cargill.
Le 20 novembre 1980, une tête de forage de la Texaco perce par erreur le dôme de sel, créant une brèche d'environ 36 centimètres, par laquelle les eaux s'engouffrent dans la mine.

### Déroulement de l'accident
En sept heures environ, le lac se vide entièrement, emportant avec lui environ 25 hectares de terrain attenant, onze barges, un remorqueur et plusieurs barques de pêcheurs, mais sans faire la moindre victime humaine. Les tours de forage sont également détruites par le vortex produit, qui érode le fond du lac et crée la dépression de soixante mètres qui existe désormais au fond du lac. Cette dépression cause l'inversion du sens d'écoulement normal de l'eau : le canal Delcambre, émissaire du lac, se déverse dans celui-ci par une chute d'une cinquantaine de mètres de hauteur.

### Conséquences
Une des plus notables conséquences de l'accident fut la salinisation du lac : le cours d'eau émissaire s'étant durablement inversé, et la profondeur du lac s'étant très fortement accrue, de l'eau de mer se retrouva dans le lac ; d'autre part, l'eau s'étant déversée dans une mine de sel, sa concentration en minéraux augmenta de manière très forte.
Texaco fut condamné à verser en dédommagement 32 millions de dollars à la Diamond Crystal Salt Company.